# Ryutaro Iio
Ryutaro Iio (飯尾 竜太朗 Iio Ryutaro?), född 30 januari 1991 i Hyōgo prefektur, är en japansk fotbollsspelare.
Iio började sin karriär 2013 i Matsumoto Yamaga FC. 2017 flyttade han till V-Varen Nagasaki. 2019 flyttade han till Vegalta Sendai.